# Мягкое множество
Мягкое множество — параметризированное классом принадлежности семейство элементов универсума в теории нечётких множеств.
Определяется как множество пар {\displaystyle A=\{(x,M_{A}(x))\mid x\in X\}}, где {\displaystyle X} — универсальное множество, а {\displaystyle M_{A}(x)} — множество принадлежности элемента {\displaystyle x} мягкому множеству {\displaystyle A} (множество нечёткости элемента {\displaystyle x} в мягком множестве {\displaystyle A}). Множество {\displaystyle M_{A}(x)} характеризует степень принадлежности элемента {\displaystyle x} мягкому множеству {\displaystyle A}.
Множество {\displaystyle M_{A}(x)} является подмножеством некоторого вполне упорядоченного множества или даже решётки {\displaystyle M}[уточнить]. Множество {\displaystyle M} называют множеством принадлежностей, обычно в качестве {\displaystyle M} выбирается отрезок {\displaystyle [0,1]}. Если множество принадлежности элемента {\displaystyle M_{A}(x)} одноэлементное для любого {\displaystyle x\in X}, то мягкое множество может рассматриваться как нечёткое множество.
Нечёткое множество 2-го порядка — мягкое множество, у которого {\displaystyle M_{A}(x)} — это нечёткое множество.